# 国道29号 (韩国)
国道29号，又称宝城－瑞山线，是大韩民国的一条南北向国家级公路，全线均位于大韩民国西南部。路线南起全罗南道宝城郡弥力面（与南海高速公路和国道18号相连），途经全罗南道、光州广域市、全罗北道和忠清南道，与南海高速公路等5条高速公路、国道1号等18条国道和国家支援地方道49号等8条国家支援地方道相连，北至忠清南道瑞山市大山邑（与国道38号相连）。全线全长约330.4千米，于1981年3月14日开始建设规划，1981年4月16日开通部分路段。
全罗北道金堤市尧村洞至群山市开井面路段为高架路段。全罗南道和顺郡和顺邑至潭阳郡潭阳邑路段分别与七条国家或地方级道路共线，分别为国道13号、国道15号、国道22号、国道24号、国家支援地方道55号、国家支援地方道60号和地方道887号，堪称韩国国道网内并线最多的路段。

## 主要途经城市

### 全罗南道
宝城郡 - 和顺郡 - 潭阳郡

### 光州广域市
东区 - 北区

### 全罗北道
淳昌郡 - 井邑市 - 扶安郡 - 金堤市 - 群山市

### 忠清南道
舒川郡 - 扶余郡 - 青阳郡 - 礼山郡 - 洪城郡 - 瑞山市

## 主要途经道路
- 南海高速公路
- 光州大邱高速公路
- 西海岸高速公路
- 湖南高速公路
- 舒川公州高速公路
- 国道1号
- 国道4号
- 国道13号
- 国道15号
- 国道18号（朝鲜语：국도 제18호선）
- 国道21号（朝鲜语：국도 제21호선）
- 国道22号
- 国道23号（朝鲜语：국도 제23호선）
- 国道24号
- 国道26号（朝鲜语：국도 제26호선）
- 国道27号（朝鲜语：국도 제27호선）
- 国道30号（朝鲜语：국도 제30호선）
- 国道32号
- 国道36号
- 国道38号（朝鲜语：국도 제38호선）
- 国道39号
- 国道40号
- 国道45号（朝鲜语：국도 제45호선）
- 国道77号（朝鲜语：국도 제77호선）
- 49国家支援地方道49号（朝鲜语：국가지원지방도 제49호선）
- 55国家支援地方道55号（朝鲜语：국가지원지방도 제55호선）
- 58国家支援地方道58号（朝鲜语：국가지원지방도 제58호선）
- 59国家支援地方道59号（朝鲜语：국가지원지방도 제59호선）
- 60国家支援地方道60号（朝鲜语：국가지원지방도 제60호선）
- 68国家支援地方道68号（朝鲜语：국가지원지방도 제68호선）
- 70国家支援地方道70号（朝鲜语：국가지원지방도 제70호선）
- 96国家支援地方道96号（朝鲜语：국가지원지방도 제96호선）